# Llista de monuments de Cervera
Llista de monuments de Cervera inclosos en l'Inventari del Patrimoni Arquitectònic Català pel municipi de Cervera (Segarra). Inclou els inscrits en el Registre de Béns Culturals d'Interès Nacional (BCIN) amb les classificacions de monument històric i conjunt històric, els béns culturals d'interès local (BCIL) de caràcter immoble i la resta de béns arquitectònics integrants del patrimoni cultural català.
| Monument                                                              | Protecció      | Estil/època                                            | Localització                                                                          | Coordenades                                          | Codi?         | Imatge |
| --------------------------------------------------------------------- | -------------- | ------------------------------------------------------ | ------------------------------------------------------------------------------------- | ---------------------------------------------------- | ------------- | --- |
| Edifici de la Universitat                                             | BCIN 102-MH    | Barroc, neoclassicisme XVIII                           | Cervera Pl. Universitat, 21                                                           | 41° 40′ 14″ N, 1° 16′ 28″ E / 41.670657°N,1.274318°E | RI-51-0001209 | Edifici de la Universitat (Cervera) · Vegeu més fotos d'aquest monument · Carregueu una nova foto d'aquest monument                                           |
| Església de Santa Maria de Cervera                                    | BCIN 104-MH    | Gòtic, historicisme XIV-XV, XIX                        | Cervera C. Santa Maria, 1                                                             | 41° 39′ 55″ N, 1° 16′ 15″ E / 41.665344°N,1.270774°E | RI-51-0000696 | Església de Santa Maria de Cervera · Vegeu més fotos d'aquest monument · Carregueu una nova foto d'aquest monument                                            |
| Església de Sant Pere el Gros                                         | BCIN 327-MH-EN | Romànic XI                                             | Cervera Paratge Molí Grau                                                             | 41° 39′ 39″ N, 1° 15′ 45″ E / 41.660875°N,1.262463°E | RI-51-0011061 | Església de Sant Pere el Gros (Cervera) · Vegeu més fotos d'aquest monument · Carregueu una nova foto d'aquest monument                                       |
| Nucli antic de Cervera                                                | BCIN 328-CH    | Gòtic, barroc XIV                                      | Cervera                                                                               | 41° 39′ 57″ N, 1° 16′ 16″ E / 41.665796°N,1.271029°E | RI-53-0000427 | Nucli antic de Cervera · Vegeu més fotos d'aquest monument · Carregueu una nova foto d'aquest monument                                                        |
| Casa de la Vila, o Paeria                                             | BCIN 331-MH    | Barroc XVII                                            | Cervera Pl. Major, 1                                                                  | 41° 39′ 56″ N, 1° 16′ 15″ E / 41.665557°N,1.270955°E | RI-51-0011132 | Casa de la Vila (Cervera) · Vegeu més fotos d'aquest monument · Carregueu una nova foto d'aquest monument                                                     |
| Castell de Castellnou                                                 | BCIN 681-MH    | Medieval                                               | Cervera Castellnou d'Oluges                                                           | 41° 42′ 11″ N, 1° 17′ 51″ E / 41.702929°N,1.297545°E | RI-51-0006304 | Castell de Castellnou (Cervera) · Vegeu més fotos d'aquest monument · Carregueu una nova foto d'aquest monument                                               |
| Castell de Malgrat                                                    | BCIN 682-MH    | Obra popular XVI-XVII                                  | Cervera Baixada del Castell                                                           | 41° 42′ 35″ N, 1° 18′ 05″ E / 41.709693°N,1.301317°E | RI-51-0006305 | Castell de Malgrat (Cervera) · Vegeu més fotos d'aquest monument · Carregueu una nova foto d'aquest monument                                                  |
| Castell de la Prenyanosa                                              | BCIN 683-MH    | Obra popular XVI                                       | Cervera                                                                               | 41° 42′ 42″ N, 1° 17′ 22″ E / 41.711796°N,1.289357°E | RI-51-0006306 | Castell de la Prenyanosa (Cervera) · Vegeu més fotos d'aquest monument · Carregueu una nova foto d'aquest monument                                            |
| Castell de Cervera                                                    | BCIN 1253-MH   | XI                                                     | Cervera C. del Castell, 6                                                             | 41° 39′ 53″ N, 1° 16′ 09″ E / 41.664612°N,1.269214°E | RI-51-0006302 | Castell de Cervera · Vegeu més fotos d'aquest monument · Carregueu una nova foto d'aquest monument                                                            |
| Recinte fortificat de Cervera                                         | BCIN 1254-MH   | Obra popular XIV                                       | Cervera                                                                               | 41° 40′ 05″ N, 1° 16′ 22″ E / 41.668138°N,1.272681°E | RI-51-0006303 | Recinte fortificat de Cervera · Vegeu més fotos d'aquest monument · Carregueu una nova foto d'aquest monument                                                 |
| La Farinera                                                           | BCIN 1976-MH   | Modernisme XX                                          | Cervera C. del Castellnou                                                             | 41° 40′ 31″ N, 1° 16′ 34″ E / 41.675277°N,1.276090°E | RI-51-0010776 | La Farinera (Cervera) · Vegeu més fotos d'aquest monument · Carregueu una nova foto d'aquest monument                                                         |
| Castell de la Cardosa                                                 | BCIN 4090-MH   | Obra popular Medieval                                  | Cervera La Cardosa                                                                    | 41° 42′ 00″ N, 1° 15′ 10″ E / 41.700086°N,1.252857°E | IPA-25884     | Castell de la Cardosa (Cervera) · Vegeu més fotos d'aquest monument · Carregueu una nova foto d'aquest monument                                               |
| Església de Santa Magdalena                                           | BCIL 2016      | Gòtic XIV                                              | Cervera                                                                               | 41° 39′ 50″ N, 1° 15′ 44″ E / 41.663787°N,1.262172°E | IPA-366       | Església de Santa Magdalena (Cervera) · Vegeu més fotos d'aquest monument · Carregueu una nova foto d'aquest monument                                         |
| Casa Vera                                                             | BCIL 2016      | Obra popular                                           | Cervera Pl. de Santa Anna, 3                                                          | 41° 40′ 11″ N, 1° 16′ 19″ E / 41.669708°N,1.271965°E | IPA-25743     | Casa Vera (Cervera) · Vegeu més fotos d'aquest monument · Carregueu una nova foto d'aquest monument                                                           |
| Col·legi de l'Assumpta de la Universitat                              | BCIL 2016      | Barroc, eclecticisme XVII, XX                          | Cervera Rambla Lluís Sanpere - pl. dels Màrtirs                                       | 41° 40′ 11″ N, 1° 16′ 24″ E / 41.669635°N,1.273403°E | IPA-25745     | Col·legi de l'Assumpta de la Universitat (Cervera) · Vegeu més fotos d'aquest monument · Carregueu una nova foto d'aquest monument                            |
| Casal de Cervera                                                      | BCIL 2016      | Noucentisme XX Inici                                   | Cervera Pl. Santa Anna, 2                                                             | 41° 40′ 11″ N, 1° 16′ 18″ E / 41.669636°N,1.271697°E | IPA-25746     | Casal de Cervera · Vegeu més fotos d'aquest monument · Carregueu una nova foto d'aquest monument                                                              |
| Casa al carrer Barcelona 2, Molí de l'Oli                             | BCIL 2016      | Obra popular                                           | Cervera C. Barcelona, 2                                                               | 41° 39′ 53″ N, 1° 16′ 15″ E / 41.664730°N,1.270840°E | IPA-25747     | Casa al carrer Barcelona, 2 (Cervera) · Vegeu més fotos d'aquest monument · Carregueu una nova foto d'aquest monument                                         |
| Centre Comarcal de Cultura, antiga església de Sant Joan de Jerusalem | BCIL 2016      | Obra popular                                           | Cervera C. Estudi Vell, 2                                                             | 41° 39′ 59″ N, 1° 16′ 16″ E / 41.666298°N,1.271171°E | IPA-25748     | Centre Comarcal de Cultura (Cervera) · Vegeu més fotos d'aquest monument · Carregueu una nova foto d'aquest monument                                          |
| Casa Montiu                                                           | BCIL 2016      | Barroc XVII                                            | Cervera C. Santa Anna, 12                                                             | 41° 40′ 11″ N, 1° 16′ 22″ E / 41.669810°N,1.272908°E | IPA-25750     | Casa Montiu (Cervera) · Vegeu més fotos d'aquest monument · Carregueu una nova foto d'aquest monument                                                         |
| Casa Bac                                                              | BCIL 2016      | Noucentisme XX                                         | Cervera Pl. Sant Miquel, 12                                                           | 41° 40′ 12″ N, 1° 16′ 24″ E / 41.670116°N,1.273242°E | IPA-25751     | Casa Bac (Cervera) · Vegeu més fotos d'aquest monument · Carregueu una nova foto d'aquest monument                                                            |
| Cal Ranci                                                             | BCIL 2016      | Noucentisme XX                                         | Cervera C. Santa Anna, 15                                                             | 41° 40′ 11″ N, 1° 16′ 22″ E / 41.66980°N,1.27268°E   | IPA-25752     | Cal Ranci (Cervera) · Vegeu més fotos d'aquest monument · Carregueu una nova foto d'aquest monument                                                           |
| Ca l'A                                                                | BCIL 2016      | Eclecticisme XIX                                       | Cervera Pl. Universitat, 41                                                           | 41° 40′ 16″ N, 1° 16′ 26″ E / 41.671087°N,1.273850°E | IPA-25754     | Ca l'A (Cervera) · Vegeu més fotos d'aquest monument · Carregueu una nova foto d'aquest monument                                                              |
| Església de Sant Magí                                                 | BCIL 2016      | Neoclassicisme, obra popular XVIII                     | Cervera Baixada de Sant Magí                                                          | 41° 40′ 00″ N, 1° 16′ 10″ E / 41.666627°N,1.269549°E | IPA-25799     | Església de Sant Magí (Cervera) · Vegeu més fotos d'aquest monument · Carregueu una nova foto d'aquest monument                                               |
| Església de Sant Antoni                                               | BCIL 2016      | Barroc XIV, XVIII                                      | Cervera C. de Guinedilda, 2                                                           | 41° 40′ 17″ N, 1° 16′ 27″ E / 41.671345°N,1.274216°E | IPA-25801     | Església de Sant Antoni (Cervera) · Vegeu més fotos d'aquest monument · Carregueu una nova foto d'aquest monument                                             |
| Església i convent de Sant Domènec                                    | BCIL 2016      | Gòtic XIV                                              | Cervera Pl. Sant Domènec, 1                                                           | 41° 39′ 54″ N, 1° 16′ 10″ E / 41.665103°N,1.269416°E | IPA-25804     | Església i convent de Sant Domènec (Cervera) · Vegeu més fotos d'aquest monument · Carregueu una nova foto d'aquest monument                                  |
| Casa Caritat, Residència Mare Janer, Col·legi de Sant Carles          | BCIL 2016      | Romànic, barroc XVIII                                  | Cervera C. Major, 64-66                                                               | 41° 40′ 03″ N, 1° 16′ 19″ E / 41.667405°N,1.271883°E | IPA-25805     | Casa Caritat (Cervera) · Vegeu més fotos d'aquest monument · Carregueu una nova foto d'aquest monument                                                        |
| Plaça Major de Cervera                                                | BCIL 2016      | Obra popular Medieval                                  | Cervera Pl. Major                                                                     | 41° 39′ 57″ N, 1° 16′ 16″ E / 41.665740°N,1.271032°E | IPA-25816     | Plaça Major de Cervera · Vegeu més fotos d'aquest monument · Carregueu una nova foto d'aquest monument                                                        |
| Cal Julià                                                             | BCIL 2016      | Obra popular                                           | Cervera C. de l'Estudi Vell                                                           | 41° 39′ 57″ N, 1° 16′ 16″ E / 41.665963°N,1.271170°E | IPA-25817     | Cal Julià (Cervera) · Vegeu més fotos d'aquest monument · Carregueu una nova foto d'aquest monument                                                           |
| Cal Porredon                                                          | BCIL 2016      | Obra popular                                           | Cervera Pl. Major, 7                                                                  | 41° 39′ 57″ N, 1° 16′ 15″ E / 41.665864°N,1.270915°E | IPA-25818     | Cal Porredon (Cervera) · Vegeu més fotos d'aquest monument · Carregueu una nova foto d'aquest monument                                                        |
| Font de la Plaça Major                                                | BCIL 2016      | Obra popular XVIII                                     | Cervera Pl. Major                                                                     | 41° 39′ 56″ N, 1° 16′ 16″ E / 41.665597°N,1.271120°E | IPA-25819     | Font de la Plaça Major (Cervera) · Vegeu més fotos d'aquest monument · Carregueu una nova foto d'aquest monument                                              |
| Casa Duran i Sanpere                                                  | BCIL 2016      | Barroc XVIII                                           | Cervera C. Major, 113                                                                 | 41° 40′ 08″ N, 1° 16′ 19″ E / 41.668811°N,1.271917°E | IPA-25820     | Casa Duran i Sanpere (Cervera) · Vegeu més fotos d'aquest monument · Carregueu una nova foto d'aquest monument                                                |
| Casa Sostres                                                          |                | Eclecticisme XIX                                       | Cervera                                                                               |                                                      | IPA-25821     | Carregueu una nova foto d'aquest monument |
| Habitatge al carrer Major                                             |                | Obra popular XVIII-XX                                  | Cervera C. Major                                                                      |                                                      | IPA-25822     | Carregueu una nova foto d'aquest monument |
| Casa Navés                                                            |                | Obra popular                                           | Cervera C. Major, 76                                                                  | 41° 40′ 03″ N, 1° 16′ 19″ E / 41.667572°N,1.271820°E | IPA-25823     | Casa Navés (Cervera) · Vegeu més fotos d'aquest monument · Carregueu una nova foto d'aquest monument                                                          |
| Casa Dalmases, Casa Massot                                            | BCIL 2016      | Obra popular XVIII                                     | Cervera C. Major, 87                                                                  | 41° 40′ 05″ N, 1° 16′ 19″ E / 41.668148°N,1.271839°E | IPA-25824     | Casa Dalmases (Cervera) · Vegeu més fotos d'aquest monument · Carregueu una nova foto d'aquest monument                                                       |
| Casa Razquin, Casa Pedrolo                                            | BCIL 2016      | Obra popular XIX                                       | Cervera C. Major, 61                                                                  | 41° 40′ 03″ N, 1° 16′ 18″ E / 41.667380°N,1.271709°E | IPA-25826     | Casa Razquin (Cervera) · Vegeu més fotos d'aquest monument · Carregueu una nova foto d'aquest monument                                                        |
| Casa Antonio Lucaya Ymbert, Cal Lucaya                                | BCIL 2016      | Modernisme XX                                          | Cervera C. Major, 94                                                                  | 41° 40′ 06″ N, 1° 16′ 19″ E / 41.668204°N,1.271993°E | IPA-25827     | Casa Antonio Lucaya Ymbert (Cervera) · Vegeu més fotos d'aquest monument · Carregueu una nova foto d'aquest monument                                          |
| Casa Delmera de la Generalitat, antiga Casa de la Generalitat         | BCIL 2016      | Obra popular XVI                                       | Cervera C. Major, 79                                                                  | 41° 40′ 04″ N, 1° 16′ 18″ E / 41.667846°N,1.271805°E | IPA-25828     | Casa Delmera de la Generalitat (Cervera) · Vegeu més fotos d'aquest monument · Carregueu una nova foto d'aquest monument                                      |
| Casa Navés, Casa Muntaner                                             | BCIL 2016      | Obra popular XVIII                                     | Cervera C. Major, 122                                                                 | 41° 40′ 08″ N, 1° 16′ 20″ E / 41.668913°N,1.272119°E | IPA-25829     | Casa Navés (Cervera) · Vegeu més fotos d'aquest monument · Carregueu una nova foto d'aquest monument                                                          |
| Casa Joan                                                             | BCIL 2016      | Gòtic tardà XVI                                        | Cervera C. Major, 92                                                                  | 41° 40′ 05″ N, 1° 16′ 19″ E / 41.668119°N,1.272026°E | IPA-25830     | Casa Joan (Cervera) · Vegeu més fotos d'aquest monument · Carregueu una nova foto d'aquest monument                                                           |
| Ca l'Agulló                                                           | BCIL 2016      | Obra popular XVIII                                     | Cervera C. Major, 69                                                                  | 41° 40′ 03″ N, 1° 16′ 18″ E / 41.667606°N,1.271763°E | IPA-25831     | Ca l'Agulló (Cervera) · Vegeu més fotos d'aquest monument · Carregueu una nova foto d'aquest monument                                                         |
| Cal Trompeti                                                          | BCIL 2016      | Obra popular XVIII                                     | Cervera C. Major, 62                                                                  | 41° 40′ 02″ N, 1° 16′ 19″ E / 41.667135°N,1.271890°E | IPA-25832     | Cal Trompeti (Cervera) · Vegeu més fotos d'aquest monument · Carregueu una nova foto d'aquest monument                                                        |
| Església Missioneres o de Sant Agustí                                 | BCIL 2016      | Neoclassicisme-romàntic, historicisme XVIII            | Cervera C. Major                                                                      | 41° 40′ 07″ N, 1° 16′ 19″ E / 41.668563°N,1.271888°E | IPA-25833     | Església Missioneres (Cervera) · Vegeu més fotos d'aquest monument · Carregueu una nova foto d'aquest monument                                                |
| Porxos del carrer Major                                               | BCIL 2016      | Romànic, barroc                                        | Cervera C. Major                                                                      | 41° 39′ 59″ N, 1° 16′ 18″ E / 41.666506°N,1.271678°E | IPA-25834     | Porxos del carrer Major (Cervera) · Vegeu més fotos d'aquest monument · Carregueu una nova foto d'aquest monument                                             |
| Cal Llobet                                                            | BCIL 2016      | Obra popular                                           | Cervera Pl. Major, 8                                                                  | 41° 39′ 57″ N, 1° 16′ 16″ E / 41.665933°N,1.271015°E | IPA-25838     | Cal Llobet (Cervera) · Vegeu més fotos d'aquest monument · Carregueu una nova foto d'aquest monument                                                          |
| Museu del Blat i la Pagesia, antiga Biblioteca                        | BCIL 2016      | Obra popular XVII                                      | Cervera C. Major, 15                                                                  | 41° 39′ 59″ N, 1° 16′ 17″ E / 41.666272°N,1.271402°E | IPA-25839     | Museu del Blat i la Pagesia (Cervera) · Vegeu més fotos d'aquest monument · Carregueu una nova foto d'aquest monument                                         |
| Font                                                                  |                | Obra popular XVIII                                     | Cervera Pl. Pius XII                                                                  | 41° 40′ 10″ N, 1° 16′ 27″ E / 41.669448°N,1.274182°E | IPA-25841     | Font de la plaça Pius XII (Cervera) · Vegeu més fotos d'aquest monument · Carregueu una nova foto d'aquest monument                                           |
| Cal Gasol                                                             |                | Obra popular                                           | Cervera C. Major, 11                                                                  | 41° 39′ 58″ N, 1° 16′ 17″ E / 41.666139°N,1.271265°E | IPA-25842     | Carregueu una nova foto d'aquest monument |
| Cal Canalde                                                           | BCIL 2016      | Obra popular                                           | Cervera C. Major, 71-73                                                               | 41° 40′ 04″ N, 1° 16′ 18″ E / 41.667679°N,1.271785°E | IPA-25843     | Cal Canalde (Cervera) · Vegeu més fotos d'aquest monument · Carregueu una nova foto d'aquest monument                                                         |
| Carrer del Call                                                       |                | Obra popular                                           | Cervera C. del Call                                                                   | 41° 40′ 11″ N, 1° 16′ 24″ E / 41.669800°N,1.273236°E | IPA-25844     | Carrer del Call (Cervera) · Vegeu més fotos d'aquest monument · Carregueu una nova foto d'aquest monument                                                     |
| Carrer Buida-sacs                                                     |                | Obra popular                                           | Cervera C. Buida-sacs                                                                 | 41° 39′ 59″ N, 1° 16′ 13″ E / 41.666284°N,1.270387°E | IPA-25845     | Carrer Buida-sacs (Cervera) · Vegeu més fotos d'aquest monument · Carregueu una nova foto d'aquest monument                                                   |
| Carreró Sabater                                                       | BCIL 2016      | Obra popular                                           | Cervera C. Sabater                                                                    | 41° 39′ 59″ N, 1° 16′ 17″ E / 41.666522°N,1.271258°E | IPA-25846     | Carreró Sabater (Cervera) · Vegeu més fotos d'aquest monument · Carregueu una nova foto d'aquest monument                                                     |
| Font de Sant Agustí                                                   | BCIL 2016      | Obra popular XVIII                                     | Cervera C. Major, 105                                                                 | 41° 40′ 07″ N, 1° 16′ 19″ E / 41.668687°N,1.271929°E | IPA-25847     | Font de Sant Agustí (Cervera) · Vegeu més fotos d'aquest monument · Carregueu una nova foto d'aquest monument                                                 |
| Carrer Sebolleria                                                     |                | Obra popular                                           | Cervera C. Sebolleria                                                                 | 41° 39′ 55″ N, 1° 16′ 16″ E / 41.665157°N,1.271234°E | IPA-25848     | Carrer Sebolleria (Cervera) · Vegeu més fotos d'aquest monument · Carregueu una nova foto d'aquest monument                                                   |
| Cal Baquero, Cal Bacardi                                              | BCIL 2016      | Obra popular                                           | Cervera C. Sebolleria, 2                                                              | 41° 39′ 55″ N, 1° 16′ 16″ E / 41.665192°N,1.271125°E | IPA-25849     | Cal Baquero (Cervera) · Vegeu més fotos d'aquest monument · Carregueu una nova foto d'aquest monument                                                         |
| Cal Boronat                                                           | BCIL 2016      | Obra popular                                           | Cervera C. Sebolleria, 9                                                              | 41° 39′ 55″ N, 1° 16′ 17″ E / 41.665383°N,1.271270°E | IPA-25850     | Cal Boronat (Cervera) · Vegeu més fotos d'aquest monument · Carregueu una nova foto d'aquest monument                                                         |
| Escorxador municipal                                                  |                | Obra popular                                           | Cervera C. Castell                                                                    |                                                      | IPA-25856     | Carregueu una nova foto d'aquest monument |
| La Cardosa                                                            | BCIL 2016      | XII                                                    | Cervera Nucli de la Cardosa                                                           | 41° 42′ 00″ N, 1° 15′ 10″ E / 41.70005°N,1.25268°E   | IPA-25882     | La Cardosa (Cervera) · Vegeu més fotos d'aquest monument · Carregueu una nova foto d'aquest monument                                                          |
| Església de Sant Pere o dels Sants Apòstols de Cardosa                | BCIL 2016      | Obra popular Medieval                                  | Cervera La Cardosa                                                                    | 41° 42′ 01″ N, 1° 15′ 09″ E / 41.700315°N,1.252467°E | IPA-25883     | Església de Sant Pere (Cervera) · Vegeu més fotos d'aquest monument · Carregueu una nova foto d'aquest monument                                               |
| Malgrat                                                               | BCIL 2016      |                                                        | Cervera                                                                               | 41° 42′ 35″ N, 1° 18′ 03″ E / 41.7096°N,1.3009°E     | IPA-25885     | Malgrat (Cervera) · Vegeu més fotos d'aquest monument · Carregueu una nova foto d'aquest monument                                                             |
| Castellnou d'Oluges                                                   | BCIL 2016      |                                                        | Cervera                                                                               | 41° 42′ 13″ N, 1° 17′ 52″ E / 41.703625°N,1.297649°E | IPA-25886     | Castellnou d'Oluges (Cervera) · Vegeu més fotos d'aquest monument · Carregueu una nova foto d'aquest monument                                                 |
| Església parroquial de Sant Pere                                      | BCIL 2016      | Gòtic tardà XVI                                        | Cervera Castellnou d'Oluges                                                           | 41° 42′ 14″ N, 1° 17′ 51″ E / 41.703872°N,1.297405°E | IPA-25890     | Església parroquial de Sant Pere (Cervera) · Vegeu més fotos d'aquest monument · Carregueu una nova foto d'aquest monument                                    |
| Carrer Graus                                                          | BCIL 2016      | Obra popular X-XII                                     | Cervera C. Graus, Castellnou d'Oluges                                                 | 41° 42′ 12″ N, 1° 17′ 53″ E / 41.703341°N,1.298098°E | IPA-25892     | Carrer Graus (Cervera) · Vegeu més fotos d'aquest monument · Carregueu una nova foto d'aquest monument                                                        |
| La Prenyanosa                                                         | BCIL 2016      |                                                        | Cervera                                                                               | 41° 42′ 43″ N, 1° 17′ 20″ E / 41.712°N,1.289°E       | IPA-25894     | La Prenyanosa (Cervera) · Vegeu més fotos d'aquest monument · Carregueu una nova foto d'aquest monument                                                       |
| Església de Santa Maria de Malgrat                                    | BCIL 2016      | Romànic XII                                            | Cervera Pl. Església, Malgrat                                                         | 41° 42′ 33″ N, 1° 18′ 03″ E / 41.709260°N,1.300919°E | IPA-25895     | Església de Santa Maria de Malgrat (Cervera) · Vegeu més fotos d'aquest monument · Carregueu una nova foto d'aquest monument                                  |
| Església de la Mare de Déu del Carme                                  | BCIL 2016      | Barroc XVIII                                           | Cervera C. Hospital                                                                   | 41° 40′ 14″ N, 1° 16′ 20″ E / 41.670485°N,1.272303°E | IPA-25899     | Església de la Mare de Déu del Carme (Cervera) · Vegeu més fotos d'aquest monument · Carregueu una nova foto d'aquest monument                                |
| Columna de Sant Roc, o Creu de terme de Malgrat                       | BCIL 2016      | Obra popular XIX                                       | Cervera Castellnou                                                                    | 41° 42′ 20″ N, 1° 18′ 01″ E / 41.705686°N,1.300406°E | IPA-25901     | Columna de Sant Roc (Cervera) · Vegeu més fotos d'aquest monument · Carregueu una nova foto d'aquest monument                                                 |
| Església parroquial de Sant Salvador de Vergós                        | BCIL 2016      | Renaixement XVII                                       | Cervera C. de la Carretera, Vergós                                                    | 41° 39′ 51″ N, 1° 18′ 01″ E / 41.664080°N,1.300150°E | IPA-25902     | Església parroquial de Sant Salvador de Vergós (Cervera) · Vegeu més fotos d'aquest monument · Carregueu una nova foto d'aquest monument                      |
| Molí del Cabana                                                       |                | Obra popular XVIII                                     | Cervera Esquerra del riu Sió                                                          | 41° 42′ 55″ N, 1° 17′ 21″ E / 41.715408°N,1.289293°E | IPA-25903     | Carregueu una nova foto d'aquest monument |
| Molí de Vergós, Cal Moliner                                           |                | Obra popular XVIII                                     | Cervera Vergós                                                                        | 41° 39′ 51″ N, 1° 18′ 01″ E / 41.664080°N,1.300150°E | IPA-25905     | Molí de Vergós (Cervera) · Vegeu més fotos d'aquest monument · Carregueu una nova foto d'aquest monument                                                      |
| Molí de Fiol                                                          | BCIL 2016      | Obra popular XVIII-XX                                  | Cervera Esquerra del riu Ondara                                                       | 41° 39′ 44″ N, 1° 17′ 23″ E / 41.662094°N,1.289819°E | IPA-25906     | Carregueu una nova foto d'aquest monument |
| Molí de Sant Francesc                                                 |                | Obra popular XVIII                                     | Cervera Dintre el convent de Sant Francesc                                            | 41° 39′ 53″ N, 1° 16′ 36″ E / 41.664645°N,1.276701°E | IPA-25907     | Carregueu una nova foto d'aquest monument |
| Molí del Grau                                                         | BCIL 2016      | Obra popular XVIII-XX                                  | Cervera Esquerra del riu Ondara                                                       | 41° 39′ 41″ N, 1° 15′ 45″ E / 41.661319°N,1.262629°E | IPA-25908     | Molí del Grau (Cervera) · Vegeu més fotos d'aquest monument · Carregueu una nova foto d'aquest monument                                                       |
| El Molinet de Cervera                                                 |                | Obra popular XVIII                                     | Cervera Esquerra del riu Ondara                                                       | 41° 39′ 40″ N, 1° 14′ 41″ E / 41.661021°N,1.244633°E | IPA-25909     | El Molinet de Cervera · Vegeu més fotos d'aquest monument · Carregueu una nova foto d'aquest monument                                                         |
| Molí de la Torre                                                      |                | Obra popular XVIII Mitjan                              | Cervera Dreta del riu Sió                                                             |                                                      | IPA-25911     | Carregueu una nova foto d'aquest monument |
| Sant Pere de Tudela, Sant Miquel de Tudela                            | BCIL 2016      | Romànic XII                                            | Cervera Tudela                                                                        | 41° 43′ 40″ N, 1° 18′ 24″ E / 41.72786°N,1.30656°E   | IPA-26266     | Sant Pere de Tudela (Cervera) · Vegeu més fotos d'aquest monument · Carregueu una nova foto d'aquest monument                                                 |
| Fita de terme                                                         |                | Obra popular XIV                                       | Cervera i Granyena de Segarra Ctra. LV-214 en direcció a Granyena, cruïlla a la dreta | 41° 38′ 16″ N, 1° 15′ 03″ E / 41.63774°N,1.25097°E   | IPA-33092     | Carregueu una nova foto d'aquest monument |
| Molí de les Estelis                                                   |                | Obra popular XVIII-XX                                  | Cervera Dreta del riu Ondara                                                          |                                                      | IPA-37107     | Carregueu una nova foto d'aquest monument |
| Ca l'Alsina                                                           | BCIL 2016      | Obra popular XVIII-XIX                                 | Cervera C. Major, 1 - pl. Major, 11                                                   | 41° 39′ 57″ N, 1° 16′ 16″ E / 41.665933°N,1.271174°E | IPA-39986     | Ca l'Alsina (Cervera) · Vegeu més fotos d'aquest monument · Carregueu una nova foto d'aquest monument                                                         |
| Carreró de les Bruixes                                                | BCIL 2016      | carrer XIII-XIX                                        | Cervera Carreró de les Bruixes                                                        | 41° 39′ 58″ N, 1° 16′ 19″ E / 41.666182°N,1.27182°E  | IPA-40179     | Carreró de les Bruixes · Vegeu més fotos d'aquest monument · Carregueu una nova foto d'aquest monument                                                        |
| Convent i església de Sant Francesc                                   | BCIL 2016      | Gòtic XIII-XIV                                         | Cervera Raval de Sant Francesc                                                        | 41° 39′ 53″ N, 1° 16′ 36″ E / 41.664756°N,1.276758°E | IPA-40183     | Convent i església de Sant Francesc (Cervera) · Vegeu més fotos d'aquest monument · Carregueu una nova foto d'aquest monument                                 |
| Vergós                                                                | BCIL 2016      |                                                        | Cervera                                                                               | 41° 39′ 50″ N, 1° 17′ 56″ E / 41.664°N,1.299°E       | IPA-45572     | Vergós (Cervera) · Vegeu més fotos d'aquest monument · Carregueu una nova foto d'aquest monument                                                              |
| Carreró del Teco, Fornícula de Sant Ignasi                            | BCIL 2016      |                                                        | Cervera Cró. del Teco, entre c. Major i c. Nou                                        | 41° 40′ 04″ N, 1° 16′ 20″ E / 41.66788°N,1.27231°E   | IPA-45573     | Carreró del Teco (Cervera) · Vegeu més fotos d'aquest monument · Carregueu una nova foto d'aquest monument                                                    |
| Continuació del carreró de les Bruixes                                | BCIL 2016      |                                                        | Cervera                                                                               |                                                      | IPA-45574     | Continuació del carreró de les Bruixes (Cervera) · Vegeu més fotos d'aquest monument · Carregueu una nova foto d'aquest monument                              |
| Passeig de l'Estació i fanals                                         | BCIL 2016      | XX                                                     | Cervera Pg. de l'Estació                                                              | 41° 40′ 23″ N, 1° 16′ 25″ E / 41.6730°N,1.2736°E     | IPA-45575     | Passeig de l'Estació i fanals (Cervera) · Vegeu més fotos d'aquest monument · Carregueu una nova foto d'aquest monument                                       |
| Avinguda d'Agramunt                                                   | BCIL 2016      | XIX                                                    | Cervera Av. d'Agramunt                                                                | 41° 40′ 27″ N, 1° 16′ 14″ E / 41.6742°N,1.2705°E     | IPA-45576     | Avinguda d'Agramunt (Cervera) · Vegeu més fotos d'aquest monument · Carregueu una nova foto d'aquest monument                                                 |
| Església de Sant Ignasi                                               | BCIL 2016      | Barroc XVIII                                           | Cervera C. Major, 66                                                                  | 41° 40′ 02″ N, 1° 16′ 19″ E / 41.66736°N,1.27185°E   | IPA-45577     | Església de Sant Ignasi (Cervera) · Vegeu més fotos d'aquest monument · Carregueu una nova foto d'aquest monument                                             |
| Església de Sant Cristòfol                                            | BCIL 2016      | Barroc XVII-XVIII                                      | Cervera C. Nou, 1                                                                     | 41° 39′ 55″ N, 1° 16′ 21″ E / 41.66526°N,1.27251°E   | IPA-45578     | Església de Sant Cristòfol (Cervera) · Vegeu més fotos d'aquest monument · Carregueu una nova foto d'aquest monument                                          |
| Església dels Dolors                                                  | BCIL 2016      | Barroc XVIII                                           | Cervera C. Santa Maria                                                                | 41° 39′ 54″ N, 1° 16′ 15″ E / 41.66513°N,1.27090°E   | IPA-45579     | Església dels Dolors (Cervera) · Vegeu més fotos d'aquest monument · Carregueu una nova foto d'aquest monument                                                |
| Església de Sant Miquel de la Prenyanosa                              | BCIL 2016      |                                                        | Cervera Pl. Església, la Prenyanosa                                                   | 41° 42′ 42″ N, 1° 17′ 19″ E / 41.71166°N,1.28870°E   | IPA-45580     | Església de Sant Miquel de la Prenyanosa (Cervera) · Vegeu més fotos d'aquest monument · Carregueu una nova foto d'aquest monument                            |
| Voltes de Sant Domènec                                                | BCIL 2016      | Gòtic                                                  | Cervera C. Sant Magí                                                                  | 41° 39′ 56″ N, 1° 16′ 08″ E / 41.66559°N,1.26891°E   | IPA-45581     | Carregueu una nova foto d'aquest monument |
| Ermita de Sant Ermengol                                               | BCIL 2016      | XVII                                                   | Cervera                                                                               | 41° 39′ 08″ N, 1° 16′ 36″ E / 41.65223°N,1.27664°E   | IPA-45582     | Ermita de Sant Ermengol (Cervera) · Vegeu més fotos d'aquest monument · Carregueu una nova foto d'aquest monument                                             |
| Capella de la finca els Comdals                                       | BCIL 2016      | XVII                                                   | Cervera Ctra. de Vergós a Sant Pere dels Arquells                                     | 41° 39′ 28″ N, 1° 18′ 31″ E / 41.65772°N,1.30850°E   | IPA-45583     | Carregueu una nova foto d'aquest monument |
| Creu de les Forques                                                   | BCIL 2016      | XX                                                     | Cervera Tossal de les Forques                                                         | 41° 40′ 12″ N, 1° 16′ 55″ E / 41.66997°N,1.28200°E   | IPA-45584     | Creu de les Forques (Cervera) · Vegeu més fotos d'aquest monument · Carregueu una nova foto d'aquest monument                                                 |
| Pilarets oratori: Sant Antoni, el Pilar, Montserrat                   | BCIL 2016      |                                                        | Cervera                                                                               |                                                      | IPA-45585     | Pilarets oratori (Cervera) · Vegeu més fotos d'aquest monument · Carregueu una nova foto d'aquest monument                                                    |
| Cementiri de Cervera                                                  | BCIL 2016      | XIX                                                    | Cervera Camí del Cementiri                                                            | 41° 40′ 39″ N, 1° 15′ 59″ E / 41.67744°N,1.26633°E   | IPA-45586     | Cementiri de Cervera · Vegeu més fotos d'aquest monument · Carregueu una nova foto d'aquest monument                                                          |
| Panteó dels Pares Claretians                                          | BCIL 2016      | Historicisme XX                                        | Cervera Cementiri de Cervera                                                          | 41° 40′ 39″ N, 1° 15′ 54″ E / 41.67762°N,1.26509°E   | IPA-45587     | Panteó dels Pares Claretians (Cervera) · Vegeu més fotos d'aquest monument · Carregueu una nova foto d'aquest monument                                        |
| Panteó de la família Jordana                                          | BCIL 2016      | Historicisme XIX                                       | Cervera Cementiri de Cervera                                                          | 41° 40′ 39″ N, 1° 15′ 58″ E / 41.677424°N,1.266188°E | IPA-45588     | Panteó de la família Jordana (Cervera) · Vegeu més fotos d'aquest monument · Carregueu una nova foto d'aquest monument                                        |
| Panteó de la família de Lluís Sampere                                 | BCIL 2016      | Historicisme XIX                                       | Cervera Cementiri de Cervera                                                          | 41° 40′ 39″ N, 1° 15′ 58″ E / 41.677424°N,1.266188°E | IPA-45589     | Panteó de la família de Lluís Sampere (Cervera) · Vegeu més fotos d'aquest monument · Carregueu una nova foto d'aquest monument                               |
| Panteó de la família Aymamí                                           | BCIL 2016      | Historicisme XIX                                       | Cervera Cementiri de Cervera                                                          | 41° 40′ 39″ N, 1° 15′ 58″ E / 41.677424°N,1.266188°E | IPA-45590     | Panteó de la família Aymamí (Cervera) · Vegeu més fotos d'aquest monument · Carregueu una nova foto d'aquest monument                                         |
| Panteó de la vídua d'Antoni Vinadé                                    | BCIL 2016      | Historicisme XIX                                       | Cervera Cementiri de Cervera                                                          | 41° 40′ 39″ N, 1° 15′ 58″ E / 41.677424°N,1.266188°E | IPA-45591     | Panteó de la vídua d'Antoni Vinadé (Cervera) · Vegeu més fotos d'aquest monument · Carregueu una nova foto d'aquest monument                                  |
| Panteó de la família Jené                                             | BCIL 2016      | Historicisme XIX                                       | Cervera Cementiri de Cervera                                                          | 41° 40′ 39″ N, 1° 15′ 58″ E / 41.677424°N,1.266188°E | IPA-45592     | Panteó de la família Jené (Cervera) · Vegeu més fotos d'aquest monument · Carregueu una nova foto d'aquest monument                                           |
| Panteó de Joan Oller i Quintana                                       | BCIL 2016      | XIX                                                    | Cervera Cementiri de Cervera                                                          | 41° 40′ 39″ N, 1° 15′ 58″ E / 41.677424°N,1.266188°E | IPA-45593     | Panteó de Joan Oller i Quintana (Cervera) · Vegeu més fotos d'aquest monument · Carregueu una nova foto d'aquest monument                                     |
| Galeria dels Enterraments                                             | BCIL 2016      | Medieval                                               | Cervera Cementiri de Cervera                                                          | 41° 40′ 39″ N, 1° 15′ 57″ E / 41.677496°N,1.265911°E | IPA-45594     | Galeria dels Enterraments (Cervera) · Vegeu més fotos d'aquest monument · Carregueu una nova foto d'aquest monument                                           |
| Cases al carrer Major, 7-9, Cal Trullols i casa al número 7           | BCIL 2016      | XVIII-XIX                                              | Cervera C. Major, 7-9                                                                 | 41° 39′ 58″ N, 1° 16′ 17″ E / 41.66607°N,1.27132°E   | IPA-45595     | Cases al carrer Major, 7-9 (Cervera) · Vegeu més fotos d'aquest monument · Carregueu una nova foto d'aquest monument                                          |
| Casa al carrer Major, 17                                              | BCIL 2016      | XVIII                                                  | Cervera C. Major, 17                                                                  | 41° 39′ 59″ N, 1° 16′ 17″ E / 41.66630°N,1.27151°E   | IPA-45596     | Casa al carrer Major, 17 (Cervera) · Vegeu més fotos d'aquest monument · Carregueu una nova foto d'aquest monument                                            |
| Cal Pantorrillo                                                       | BCIL 2016      | Obra popular XVII                                      | Cervera C. Major, 25-27                                                               | 41° 39′ 59″ N, 1° 16′ 18″ E / 41.66646°N,1.27162°E   | IPA-45597     | Cal Pantorrillo (Cervera) · Vegeu més fotos d'aquest monument · Carregueu una nova foto d'aquest monument                                                     |
| Cal Lloberes                                                          | BCIL 2016      | XVIII                                                  | Cervera C. Major, 26                                                                  | 41° 39′ 59″ N, 1° 16′ 18″ E / 41.66636°N,1.27164°E   | IPA-45598     | Cal Lloberes (Cervera) · Vegeu més fotos d'aquest monument · Carregueu una nova foto d'aquest monument                                                        |
| Casa al carrer Major, 32                                              | BCIL 2016      | XVII                                                   | Cervera C. Major, 32                                                                  | 41° 39′ 59″ N, 1° 16′ 18″ E / 41.66651°N,1.27174°E   | IPA-45599     | Casa al carrer Major, 32 (Cervera) · Vegeu més fotos d'aquest monument · Carregueu una nova foto d'aquest monument                                            |
| Cal Civit                                                             | BCIL 2016      | XVII                                                   | Cervera C. Major, 43                                                                  | 41° 40′ 00″ N, 1° 16′ 18″ E / 41.66677°N,1.27174°E   | IPA-45600     | Cal Civit (Cervera) · Vegeu més fotos d'aquest monument · Carregueu una nova foto d'aquest monument                                                           |
| Cal Degà                                                              | BCIL 2016      | XVIII                                                  | Cervera C. Major, 46-48                                                               | 41° 40′ 00″ N, 1° 16′ 19″ E / 41.66675°N,1.27181°E   | IPA-45601     | Cal Degà (Cervera) · Vegeu més fotos d'aquest monument · Carregueu una nova foto d'aquest monument                                                            |
| Casa del Marquès de Capmany                                           | BCIL 2016      | XVIII-XIX                                              | Cervera C. Major, 53                                                                  | 41° 40′ 02″ N, 1° 16′ 18″ E / 41.66711°N,1.27175°E   | IPA-45602     | Casa del Marquès de Capmany (Cervera) · Vegeu més fotos d'aquest monument · Carregueu una nova foto d'aquest monument                                         |
| Casa Solsona                                                          | BCIL 2016      | Modernisme XIX                                         | Cervera C. Major, 55                                                                  | 41° 40′ 02″ N, 1° 16′ 18″ E / 41.66723°N,1.27176°E   | IPA-45603     | Casa Solsona (Cervera) · Vegeu més fotos d'aquest monument · Carregueu una nova foto d'aquest monument                                                        |
| Casa al carrer Major, 65                                              | BCIL 2016      | XIX                                                    | Cervera C. Major, 65                                                                  | 41° 40′ 03″ N, 1° 16′ 18″ E / 41.66753°N,1.27180°E   | IPA-45604     | Casa al carrer Major, 65 (Cervera) · Vegeu més fotos d'aquest monument · Carregueu una nova foto d'aquest monument                                            |
| Ca l'Aldomà                                                           | BCIL 2016      | Renaixement XVI-XVII                                   | Cervera C. Major, 77                                                                  | 41° 40′ 04″ N, 1° 16′ 19″ E / 41.66776°N,1.27186°E   | IPA-45605     | Ca l'Aldomà (Cervera) · Vegeu més fotos d'aquest monument · Carregueu una nova foto d'aquest monument                                                         |
| Casa al carrer Major, 81                                              | BCIL 2016      | XIX                                                    | Cervera C. Major, 81                                                                  | 41° 40′ 04″ N, 1° 16′ 19″ E / 41.66789°N,1.27187°E   | IPA-45606     | Casa al carrer Major, 81 (Cervera) · Vegeu més fotos d'aquest monument · Carregueu una nova foto d'aquest monument                                            |
| Cal Po                                                                | BCIL 2016      | XIX                                                    | Cervera C. Major, 82                                                                  | 41° 40′ 04″ N, 1° 16′ 19″ E / 41.66781°N,1.27193°E   | IPA-45607     | Cal Po (Cervera) · Vegeu més fotos d'aquest monument · Carregueu una nova foto d'aquest monument                                                              |
| Cal Sabí, Cal Sanpere                                                 | BCIL 2016      | XVIII-XIX                                              | Cervera C. Major, 85                                                                  | 41° 40′ 05″ N, 1° 16′ 19″ E / 41.66800°N,1.27188°E   | IPA-45608     | Cal Sabí (Cervera) · Vegeu més fotos d'aquest monument · Carregueu una nova foto d'aquest monument                                                            |
| La Botiga Nova i altra casa                                           | BCIL 2016      | XVII-XVIII                                             | Cervera C. Major, 91-93                                                               | 41° 40′ 06″ N, 1° 16′ 19″ E / 41.66823°N,1.27190°E   | IPA-45632     | La Botiga Nova i altra casa (Cervera) · Vegeu més fotos d'aquest monument · Carregueu una nova foto d'aquest monument                                         |
| Cal Xuclà                                                             | BCIL 2016      | XIX                                                    | Cervera C. Major, 96                                                                  | 41° 40′ 06″ N, 1° 16′ 19″ E / 41.66820°N,1.27196°E   | IPA-45633     | Cal Xuclà (Cervera) · Vegeu més fotos d'aquest monument · Carregueu una nova foto d'aquest monument                                                           |
| Cal Jordana                                                           | BCIL 2016      | XVIII                                                  | Cervera C. Major, 104                                                                 | 41° 40′ 06″ N, 1° 16′ 19″ E / 41.66841°N,1.27198°E   | IPA-45634     | Cal Jordana (Cervera) · Vegeu més fotos d'aquest monument · Carregueu una nova foto d'aquest monument                                                         |
| Cal Grioles, La Cervetina d'Art                                       | BCIL 2016      | XIX                                                    | Cervera C. Major, 105                                                                 | 41° 40′ 07″ N, 1° 16′ 19″ E / 41.66863°N,1.27194°E   | IPA-45635     | Cal Grioles (Cervera) · Vegeu més fotos d'aquest monument · Carregueu una nova foto d'aquest monument                                                         |
| Casa Fasson, Monges de la Vetlla                                      | BCIL 2016      | XVIII                                                  | Cervera C. Major, 107                                                                 | 41° 40′ 07″ N, 1° 16′ 19″ E / 41.66869°N,1.27195°E   | IPA-45636     | Casa Fasson (Cervera) · Vegeu més fotos d'aquest monument · Carregueu una nova foto d'aquest monument                                                         |
| Cal Fonoll                                                            | BCIL 2016      | XVIII-XIX                                              | Cervera C. Major, 108                                                                 | 41° 40′ 07″ N, 1° 16′ 19″ E / 41.66853°N,1.27200°E   | IPA-45637     | Cal Fonoll (Cervera) · Vegeu més fotos d'aquest monument · Carregueu una nova foto d'aquest monument                                                          |
| Habitatge al carrer Major, 109                                        | BCIL 2016      | XVIII-XIX                                              | Cervera C. Major, 109                                                                 | 41° 40′ 07″ N, 1° 16′ 19″ E / 41.66874°N,1.27196°E   | IPA-45638     | Habitatge al carrer Major, 109 (Cervera) · Vegeu més fotos d'aquest monument · Carregueu una nova foto d'aquest monument                                      |
| Habitatge al carrer Major, 115                                        | BCIL 2016      | XVIII-XIX                                              | Cervera C. Major, 115                                                                 | 41° 40′ 08″ N, 1° 16′ 19″ E / 41.66893°N,1.27201°E   | IPA-45639     | Habitatge al carrer Major, 115 (Cervera) · Vegeu més fotos d'aquest monument · Carregueu una nova foto d'aquest monument                                      |
| Cal Condomines                                                        | BCIL 2016      | XVIII-XIX                                              | Cervera Pl. Major, 3-4                                                                | 41° 39′ 57″ N, 1° 16′ 15″ E / 41.66571°N,1.27081°E   | IPA-45640     | Cal Condomines (Cervera) · Vegeu més fotos d'aquest monument · Carregueu una nova foto d'aquest monument                                                      |
| Cal Ninot                                                             | BCIL 2016      | XVIII-XIX                                              | Cervera Pl. Major, 6                                                                  | 41° 39′ 57″ N, 1° 16′ 15″ E / 41.66579°N,1.27091°E   | IPA-45641     | Cal Ninot (Cervera) · Vegeu més fotos d'aquest monument · Carregueu una nova foto d'aquest monument                                                           |
| Cal Porredon - Cal Giral                                              | BCIL 2016      | XVIII-XIX                                              | Cervera Pl. Major, 13-14                                                              | 41° 39′ 57″ N, 1° 16′ 16″ E / 41.66585°N,1.27121°E   | IPA-45642     | Cal Porredon - Cal Giral (Cervera) · Vegeu més fotos d'aquest monument · Carregueu una nova foto d'aquest monument                                            |
| Antic Col·legi Universitari Concepció de Maria, Fonda Barcelonesa     | BCIL 2016      | XVIII                                                  | Cervera Pl. Santa Anna, 1                                                             | 41° 40′ 10″ N, 1° 16′ 20″ E / 41.66943°N,1.27210°E   | IPA-45643     | Antic Col·legi Universitari Concepció de Maria (Cervera) · Vegeu més fotos d'aquest monument · Carregueu una nova foto d'aquest monument                      |
| Antic Col·legi de les Monges Franceses                                | BCIL 2016      | Modernisme XX                                          | Cervera C. Manuel Ibarra, 5                                                           | 41° 40′ 16″ N, 1° 16′ 29″ E / 41.67116°N,1.27460°E   | IPA-45644     | Antic Col·legi de les Monges Franceses (Cervera) · Vegeu més fotos d'aquest monument · Carregueu una nova foto d'aquest monument                              |
| Escoles Jaume Balmes, Col·legi Concepció                              | BCIL 2016      | Noucentisme, obra popular XVIII, XX                    | Cervera Pg. Jaume Balmes - pl. Pius XII                                               | 41° 40′ 10″ N, 1° 16′ 29″ E / 41.66948°N,1.27467°E   | IPA-45645     | Escoles Jaume Balmes (Cervera) · Vegeu més fotos d'aquest monument · Carregueu una nova foto d'aquest monument                                                |
| Gran Teatre de la Passió                                              | BCIL 2016      | XX                                                     | Cervera Pg. Jaume Balmes, 2                                                           | 41° 40′ 12″ N, 1° 16′ 30″ E / 41.67002°N,1.27501°E   | IPA-45646     | Gran Teatre de la Passió (Cervera) · Vegeu més fotos d'aquest monument · Carregueu una nova foto d'aquest monument                                            |
| Antic Ajuntament de Castellnou                                        | BCIL 2016      | XVIII                                                  | Cervera C. de la Plaça, Castellnou                                                    |                                                      | IPA-45647     | Carregueu una nova foto d'aquest monument |
| Cases enteses com a front edificatori                                 | BCIL 2016      | XVI, XVIII                                             | Cervera Camí de Sant Francesc                                                         | 41° 39′ 56″ N, 1° 16′ 32″ E / 41.665521°N,1.275591°E | IPA-45648     | Cases enteses com a front edificatori (Cervera) · Vegeu més fotos d'aquest monument · Carregueu una nova foto d'aquest monument                               |
| Casa a l'entrada del carreró de les Bruixes                           | BCIL 2016      | XVIII                                                  | Cervera Carreró de les Bruixes                                                        | 41° 39′ 56″ N, 1° 16′ 17″ E / 41.665627°N,1.271394°E | IPA-45649     | Casa a l'entrada del carreró de les Bruixes (Cervera) · Vegeu més fotos d'aquest monument · Carregueu una nova foto d'aquest monument                         |
| Cal Moixó                                                             | BCIL 2016      | XVIII-XIX                                              | Cervera C. Sant Domènec, 20                                                           | 41° 39′ 56″ N, 1° 16′ 14″ E / 41.665661°N,1.270529°E | IPA-45650     | Cal Moixó (Cervera) · Vegeu més fotos d'aquest monument · Carregueu una nova foto d'aquest monument                                                           |
| Cal Nuix                                                              | BCIL 2016      | XVIII-XIX                                              | Cervera C. Santa Maria, 21                                                            | 41° 39′ 56″ N, 1° 16′ 13″ E / 41.665442°N,1.270303°E | IPA-45651     | Cal Nuix (Cervera) · Vegeu més fotos d'aquest monument · Carregueu una nova foto d'aquest monument                                                            |
| Habitatge al carrer Buida-sacs, 2                                     | BCIL 2016      | XIX                                                    | Cervera C. Buida-sacs, 2                                                              | 41° 39′ 58″ N, 1° 16′ 15″ E / 41.66600°N,1.27076°E   | IPA-45652     | Carregueu una nova foto d'aquest monument |
| Habitatge al carrer Sant Domènec, 7                                   | BCIL 2016      | XVIII-XIX                                              | Cervera C. Sant Domènec, 7                                                            | 41° 39′ 54″ N, 1° 16′ 15″ E / 41.66506°N,1.27076°E   | IPA-45653     | Habitatge al carrer Sant Domènec, 7 (Cervera) · Vegeu més fotos d'aquest monument · Carregueu una nova foto d'aquest monument                                 |
| Habitatge al carrer Sant Domènec, 26                                  | BCIL 2016      | XVIII-XIX                                              | Cervera C. Sant Domènec, 26                                                           | 41° 39′ 56″ N, 1° 16′ 13″ E / 41.665502°N,1.270392°E | IPA-45654     | Habitatge al carrer Sant Domènec, 26 (Cervera) · Vegeu més fotos d'aquest monument · Carregueu una nova foto d'aquest monument                                |
| Habitatge al carreró del Salí, 32 - carrer Major, 119                 | BCIL 2016      | XIX                                                    | Cervera Carreró del Salí, 32 - c. Major, 119                                          | 41° 40′ 08″ N, 1° 16′ 19″ E / 41.66901°N,1.27204°E   | IPA-45655     | Habitatge al carreró del Salí, 32 - carrer Major, 119 (Cervera) · Vegeu més fotos d'aquest monument · Carregueu una nova foto d'aquest monument               |
| Casa Camacho                                                          | BCIL 2016      | XX                                                     | Cervera C. Santa Anna, 1                                                              | 41° 40′ 10″ N, 1° 16′ 21″ E / 41.66957°N,1.27244°E   | IPA-45656     | Casa Camacho (Cervera) · Vegeu més fotos d'aquest monument · Carregueu una nova foto d'aquest monument                                                        |
| Cal Palmer, Cal Fornells                                              | BCIL 2016      | XVIII                                                  | Cervera C. Santa Anna, 2                                                              | 41° 40′ 10″ N, 1° 16′ 21″ E / 41.66954°N,1.27250°E   | IPA-45657     | Cal Palmer (Cervera) · Vegeu més fotos d'aquest monument · Carregueu una nova foto d'aquest monument                                                          |
| Hostal Bonavista i Edifici Ibercaja                                   | BCIL 2016      | Obra popular XX                                        | Cervera C. Anselm Clavé, 4 - c. Llibertat, 1                                          | 41° 40′ 21″ N, 1° 16′ 28″ E / 41.67254°N,1.27441°E   | IPA-45659     | Hostal Bonavista i Edifici Ibercaja (Cervera) · Vegeu més fotos d'aquest monument · Carregueu una nova foto d'aquest monument                                 |
| Torre Gomà                                                            | BCIL 2016      | XX                                                     | Cervera Av. Catalunya, 57                                                             | 41° 40′ 16″ N, 1° 16′ 15″ E / 41.67116°N,1.27091°E   | IPA-45660     | Torre Gomà (Cervera) · Vegeu més fotos d'aquest monument · Carregueu una nova foto d'aquest monument                                                          |
| Habitatge al carrer Combat, 24, Cal Delfín                            | BCIL 2016      | XIX                                                    | Cervera C. Combat, 24                                                                 | 41° 40′ 16″ N, 1° 16′ 22″ E / 41.67100°N,1.27280°E   | IPA-45661     | Habitatge al carrer Combat, 24 (Cervera) · Vegeu més fotos d'aquest monument · Carregueu una nova foto d'aquest monument                                      |
| Habitatge al carrer Combat, 28                                        | BCIL 2016      | XIX                                                    | Cervera C. Combat, 28                                                                 | 41° 40′ 16″ N, 1° 16′ 22″ E / 41.67117°N,1.27269°E   | IPA-45662     | Habitatge al carrer Combat, 28 (Cervera) · Vegeu més fotos d'aquest monument · Carregueu una nova foto d'aquest monument                                      |
| Habitatge al carrer Combat, 27-29, antic Consell Comarcal             | BCIL 2016      | XIX                                                    | Cervera C. Combat, 27-29                                                              | 41° 40′ 16″ N, 1° 16′ 22″ E / 41.67103°N,1.27271°E   | IPA-45663     | Habitatge al carrer Combat, 27-29 (Cervera) · Vegeu més fotos d'aquest monument · Carregueu una nova foto d'aquest monument                                   |
| Habitatge a la plaça Sant Miquel, 15                                  | BCIL 2016      | XIX                                                    | Cervera Pl. Sant Miquel, 15                                                           | 41° 40′ 12″ N, 1° 16′ 23″ E / 41.67002°N,1.27311°E   | IPA-45664     | Carregueu una nova foto d'aquest monument |
| Habitatge al carrer General Güell, 10                                 | BCIL 2016      | XVIII                                                  | Cervera C. Guinedilda, 10                                                             | 41° 40′ 18″ N, 1° 16′ 27″ E / 41.67165°N,1.27413°E   | IPA-45665     | Habitatge al carrer General Güell, 10 (Cervera) · Vegeu més fotos d'aquest monument · Carregueu una nova foto d'aquest monument                               |
| Habitatge al carrer General Güell, 34                                 | BCIL 2016      | XX                                                     | Cervera C. Guinedilda, 34                                                             | 41° 40′ 20″ N, 1° 16′ 27″ E / 41.67218°N,1.27428°E   | IPA-45666     | Habitatge al carrer General Güell, 34 (Cervera) · Vegeu més fotos d'aquest monument · Carregueu una nova foto d'aquest monument                               |
| Casa Albareda                                                         | BCIL 2016      | XX                                                     | Cervera C. Guinedilda, 19                                                             | 41° 40′ 19″ N, 1° 16′ 27″ E / 41.67187°N,1.27410°E   | IPA-45667     | Casa Albareda (Cervera) · Vegeu més fotos d'aquest monument · Carregueu una nova foto d'aquest monument                                                       |
| Habitatge amb tribuna de J. Vilaseca Rivera al carrer General Güell   | BCIL 2016      | XX                                                     | Cervera C. Guinedilda, 13                                                             | 41° 40′ 18″ N, 1° 16′ 27″ E / 41.67167°N,1.27405°E   | IPA-45668     | Habitatge amb tribuna de J. Vilaseca Rivera al carrer General Güell (Cervera) · Vegeu més fotos d'aquest monument · Carregueu una nova foto d'aquest monument |
| Habitatge amb tribuna de J. Vilaseca Rivera a la plaça Sant Miquel    | BCIL 2016      | XX                                                     | Cervera Pl. Sant Miquel, 9-11                                                         | 41° 40′ 13″ N, 1° 16′ 24″ E / 41.67017°N,1.27332°E   | IPA-45669     | Habitatge amb tribuna de J. Vilaseca Rivera a la plaça Sant Miquel (Cervera) · Vegeu més fotos d'aquest monument · Carregueu una nova foto d'aquest monument  |
| Habitatge amb tribuna de J. Vilaseca Rivera al carrer Victòria        | BCIL 2016      | XX                                                     | Cervera C. Victòria, 19                                                               | 41° 40′ 20″ N, 1° 16′ 17″ E / 41.67216°N,1.27142°E   | IPA-45712     | Habitatge amb tribuna de J. Vilaseca Rivera al carrer Victòria (Cervera) · Vegeu més fotos d'aquest monument · Carregueu una nova foto d'aquest monument      |
| Habitatge a l'avinguda Catalunya, 88                                  | BCIL 2016      | XX                                                     | Cervera Av. Catalunya, 88 - c. Victòria                                               | 41° 40′ 18″ N, 1° 16′ 20″ E / 41.67153°N,1.27231°E   | IPA-45713     | Habitatge a l'avinguda Catalunya, 88 (Cervera) · Vegeu més fotos d'aquest monument · Carregueu una nova foto d'aquest monument                                |
| Habitatge al carrer Victòria, 4                                       | BCIL 2016      | XIX-XX                                                 | Cervera C. Victòria, 4                                                                | 41° 40′ 18″ N, 1° 16′ 19″ E / 41.67176°N,1.27204°E   | IPA-45714     | Habitatge al carrer Victòria, 4 (Cervera) · Vegeu més fotos d'aquest monument · Carregueu una nova foto d'aquest monument                                     |
| Habitatge al carrer Victòria, 7                                       | BCIL 2016      | XIX-XX                                                 | Cervera C. Victòria, 7                                                                | 41° 40′ 18″ N, 1° 16′ 19″ E / 41.67174°N,1.27191°E   | IPA-45715     | Habitatge al carrer Victòria, 7 (Cervera) · Vegeu més fotos d'aquest monument · Carregueu una nova foto d'aquest monument                                     |
| Habitatge al carrer Victòria, 13                                      | BCIL 2016      | XIX                                                    | Cervera C. Victòria, 13                                                               | 41° 40′ 19″ N, 1° 16′ 18″ E / 41.67197°N,1.27164°E   | IPA-45716     | Habitatge al carrer Victòria, 13 (Cervera) · Vegeu més fotos d'aquest monument · Carregueu una nova foto d'aquest monument                                    |
| Habitatge al carrer Victòria, 14-16                                   | BCIL 2016      | Obra popular XIX-XX                                    | Cervera C. Victòria, 14-16                                                            | 41° 40′ 19″ N, 1° 16′ 19″ E / 41.67203°N,1.27182°E   | IPA-45717     | Habitatge al carrer Victòria, 14-16 (Cervera) · Vegeu més fotos d'aquest monument · Carregueu una nova foto d'aquest monument                                 |
| Fonda Espanya                                                         | BCIL 2016      | XIX                                                    | Cervera Rbla. Lluís Sanpere                                                           | 41° 40′ 09″ N, 1° 16′ 22″ E / 41.66930°N,1.27280°E   | IPA-45718     | Fonda Espanya (Cervera) · Vegeu més fotos d'aquest monument · Carregueu una nova foto d'aquest monument                                                       |
| Habitatge a la carretera d'Agramunt, 20                               | BCIL 2016      | XX                                                     | Cervera Av. d'Agramunt, 20                                                            | 41° 40′ 27″ N, 1° 16′ 14″ E / 41.67418°N,1.27064°E   | IPA-45719     | Habitatge a la carretera d'Agramunt, 20 (Cervera) · Vegeu més fotos d'aquest monument · Carregueu una nova foto d'aquest monument                             |
| Habitatge a la carretera d'Agramunt, 21                               | BCIL 2016      | XX                                                     | Cervera Av. d'Agramunt, 21                                                            | 41° 40′ 25″ N, 1° 16′ 15″ E / 41.67371°N,1.27077°E   | IPA-45720     | Habitatge a la carretera d'Agramunt, 21 (Cervera) · Vegeu més fotos d'aquest monument · Carregueu una nova foto d'aquest monument                             |
| Habitatge a la carretera d'Agramunt, 23                               | BCIL 2016      | XX                                                     | Cervera Av. d'Agramunt, 23                                                            | 41° 40′ 26″ N, 1° 16′ 15″ E / 41.67379°N,1.27072°E   | IPA-45721     | Habitatge a la carretera d'Agramunt, 23 (Cervera) · Vegeu més fotos d'aquest monument · Carregueu una nova foto d'aquest monument                             |
| Habitatge a la carretera d'Agramunt, 25                               | BCIL 2016      | XX                                                     | Cervera Av. d'Agramunt, 25                                                            | 41° 40′ 26″ N, 1° 16′ 14″ E / 41.67389°N,1.27066°E   | IPA-45722     | Habitatge a la carretera d'Agramunt, 25 (Cervera) · Vegeu més fotos d'aquest monument · Carregueu una nova foto d'aquest monument                             |
| Habitatge a la carretera d'Agramunt, 27                               | BCIL 2016      | XX                                                     | Cervera Av. d'Agramunt, 27                                                            | 41° 40′ 27″ N, 1° 16′ 14″ E / 41.67408°N,1.27056°E   | IPA-45723     | Habitatge a la carretera d'Agramunt, 27 (Cervera) · Vegeu més fotos d'aquest monument · Carregueu una nova foto d'aquest monument                             |
| Habitatge de J. Vilaseca Rivera a la carretera d'Agramunt, 28         | BCIL 2016      | Noucentisme XX                                         | Cervera Av. d'Agramunt, 28                                                            | 41° 40′ 28″ N, 1° 16′ 14″ E / 41.67455°N,1.27044°E   | IPA-45724     | Habitatge de J. Vilaseca Rivera a la carretera d'Agramunt, 28 (Cervera) · Vegeu més fotos d'aquest monument · Carregueu una nova foto d'aquest monument       |
| Habitatge de J. Vilaseca Rivera a la carretera d'Agramunt, 29         | BCIL 2016      | Noucentisme                                            | Cervera Av. d'Agramunt, 29                                                            | 41° 40′ 27″ N, 1° 16′ 14″ E / 41.67415°N,1.27051°E   | IPA-45725     | Habitatge de J. Vilaseca Rivera a la carretera d'Agramunt, 29 (Cervera) · Vegeu més fotos d'aquest monument · Carregueu una nova foto d'aquest monument       |
| Habitatge de J. Vilaseca Rivera a la carretera d'Agramunt, 33         | BCIL 2016      | Noucentisme                                            | Cervera Av. d'Agramunt, 33                                                            | 41° 40′ 28″ N, 1° 16′ 14″ E / 41.67432°N,1.27042°E   | IPA-45726     | Habitatge de J. Vilaseca Rivera a la carretera d'Agramunt, 33 (Cervera) · Vegeu més fotos d'aquest monument · Carregueu una nova foto d'aquest monument       |
| Habitatge de J. Vilaseca Rivera a la carretera d'Agramunt, 31         | BCIL 2016      | Noucentisme XX                                         | Cervera Av. d'Agramunt, 31                                                            | 41° 40′ 27″ N, 1° 16′ 14″ E / 41.67423°N,1.27047°E   | IPA-45727     | Habitatge de J. Vilaseca Rivera a la carretera d'Agramunt, 31 (Cervera) · Vegeu més fotos d'aquest monument · Carregueu una nova foto d'aquest monument       |
| Xalet Güell                                                           | BCIL 2016      | Modernisme XX                                          | Cervera C. Vidal de Montpalau                                                         | 41° 40′ 30″ N, 1° 16′ 37″ E / 41.674914°N,1.276934°E | IPA-45728     | Xalet Güell (Cervera) · Vegeu més fotos d'aquest monument · Carregueu una nova foto d'aquest monument                                                         |
| Torre Lafargue                                                        | BCIL 2016      | Noucentisme XX                                         | Cervera Pg. de l'Estació, 16                                                          | 41° 40′ 21″ N, 1° 16′ 22″ E / 41.67257°N,1.27291°E   | IPA-45729     | Torre Lafargue (Cervera) · Vegeu més fotos d'aquest monument · Carregueu una nova foto d'aquest monument                                                      |
| Torre al passeig de l'Estació, 7                                      | BCIL 2016      | XX                                                     | Cervera Pg. de l'Estació, 7                                                           | 41° 40′ 22″ N, 1° 16′ 22″ E / 41.67267°N,1.27266°E   | IPA-45730     | Torre al passeig de l'Estació, 7 (Cervera) · Vegeu més fotos d'aquest monument · Carregueu una nova foto d'aquest monument                                    |
| Torre de Ca l'Elies                                                   | BCIL 2016      | Modernisme XIX-XX                                      | Cervera Pg. de l'Estació, 24                                                          | 41° 40′ 23″ N, 1° 16′ 25″ E / 41.67292°N,1.27365°E   | IPA-45731     | Torre de Ca l'Elies (Cervera) · Vegeu més fotos d'aquest monument · Carregueu una nova foto d'aquest monument                                                 |
| Habitatge al passeig de l'Estació, 28                                 | BCIL 2016      | Noucentisme XIX-XX                                     | Cervera Pg. de l'Estació, 28                                                          | 41° 40′ 23″ N, 1° 16′ 27″ E / 41.67312°N,1.27411°E   | IPA-45732     | Habitatge al passeig de l'Estació, 28 (Cervera) · Vegeu més fotos d'aquest monument · Carregueu una nova foto d'aquest monument                               |
| Casa al carrer Josep Anselm Clavé, 4                                  | BCIL 2016      | Obra popular XX                                        | Cervera C. Josep Anselm Clavé, 4                                                      | 41° 40′ 22″ N, 1° 16′ 27″ E / 41.67273°N,1.27412°E   | IPA-45733     | Casa al carrer Josep Anselm Clavé, 4 (Cervera) · Vegeu més fotos d'aquest monument · Carregueu una nova foto d'aquest monument                                |
| Antiga Casa forta a la Prenyanosa                                     | BCIL 2016      | Obra popular XVI                                       | Cervera Pl. de l'Església, 7, la Prenyanosa                                           | 41° 42′ 42″ N, 1° 17′ 19″ E / 41.71163°N,1.28870°E   | IPA-45734     | Carregueu una nova foto d'aquest monument |
| Casa a la Prenyanosa I                                                | BCIL 2016      | Obra popular XVII                                      | Cervera La Prenyanosa                                                                 | 41° 42′ 43″ N, 1° 17′ 24″ E / 41.711906°N,1.290023°E | IPA-45735     | Carregueu una nova foto d'aquest monument |
| Casa a la Prenyanosa II                                               | BCIL 2016      | Obra popular XVIII                                     | Cervera La Prenyanosa                                                                 |                                                      | IPA-45736     | Carregueu una nova foto d'aquest monument |
| Portal a la Prenyanosa                                                | BCIL 2016      | Obra popular XVI-XVII                                  | Cervera La Prenyanosa                                                                 |                                                      | IPA-45737     | Carregueu una nova foto d'aquest monument |
| Cal Majà                                                              | BCIL 2016      | XVI-XVII                                               | Cervera Malgrat                                                                       | 41° 42′ 34″ N, 1° 18′ 02″ E / 41.70940°N,1.30063°E   | IPA-45738     | Carregueu una nova foto d'aquest monument |
| Cal Moliner                                                           | BCIL 2016      |                                                        | Cervera C. de l'Església, Malgrat                                                     | 41° 42′ 34″ N, 1° 18′ 03″ E / 41.70949°N,1.30079°E   | IPA-45739     | Carregueu una nova foto d'aquest monument |
| Cal Masover                                                           | BCIL 2016      | XVIII                                                  | Cervera C. del Forn, Malgrat                                                          | 41° 42′ 35″ N, 1° 18′ 02″ E / 41.70977°N,1.30045°E   | IPA-45740     | Carregueu una nova foto d'aquest monument |
| Ca l'Elena                                                            | BCIL 2016      | XVIII-XIX                                              | Cervera C. del Forn, Malgrat                                                          | 41° 42′ 35″ N, 1° 18′ 04″ E / 41.70963°N,1.30105°E   | IPA-45741     | Carregueu una nova foto d'aquest monument |
| Cal Comalada                                                          | BCIL 2016      | XVIII                                                  | Cervera C. Major, Malgrat                                                             | 41° 42′ 34″ N, 1° 18′ 04″ E / 41.70957°N,1.30104°E   | IPA-45742     | Carregueu una nova foto d'aquest monument |
| Portal de Castellnou                                                  | BCIL 2016      |                                                        | Cervera Castellnou                                                                    |                                                      | IPA-45743     | Carregueu una nova foto d'aquest monument |
| Mas d'en Solsona                                                      | BCIL 2016      | XVIII-XX                                               | Cervera Antic camí de Castellnou                                                      | 41° 40′ 50″ N, 1° 16′ 50″ E / 41.68049°N,1.28042°E   | IPA-45745     | Carregueu una nova foto d'aquest monument |
| Mas del Codina                                                        | BCIL 2016      | XVIII                                                  | Cervera Av. Mil·lenari de Catalunya - c. Àngel Guimerà                                | 41° 40′ 22″ N, 1° 16′ 08″ E / 41.67286°N,1.26902°E   | IPA-45746     | Mas del Codina (Cervera) · Vegeu més fotos d'aquest monument · Carregueu una nova foto d'aquest monument                                                      |
| Finca i molí dels Comdals                                             | BCIL 2016      | XVII-XVIII                                             | Cervera Ctra. de Vergós a Sant Pere dels Arquells                                     | 41° 39′ 27″ N, 1° 18′ 34″ E / 41.65743°N,1.30956°E   | IPA-45747     | Finca i molí dels Comdals (Cervera) · Vegeu més fotos d'aquest monument · Carregueu una nova foto d'aquest monument                                           |
| Mas del Coma                                                          | BCIL 2016      | XVIII-XIX                                              | Cervera Camí de les Oluges, Castellnou                                                | 41° 42′ 11″ N, 1° 17′ 54″ E / 41.70311°N,1.29838°E   | IPA-45748     | Carregueu una nova foto d'aquest monument |
| Mas del Trilla                                                        | BCIL 2016      | XVIII-XX                                               | Cervera                                                                               | 41° 39′ 53″ N, 1° 15′ 00″ E / 41.66478°N,1.25003°E   | IPA-45749     | Carregueu una nova foto d'aquest monument |
| Mas de l'Agulló                                                       | BCIL 2016      | XVIII-XX                                               | Cervera                                                                               | 41° 38′ 32″ N, 1° 15′ 41″ E / 41.64216°N,1.26140°E   | IPA-45750     | Carregueu una nova foto d'aquest monument |
| Mas del Pipó, Mas Cardona                                             | BCIL 2016      | XVIII-XIX                                              | Cervera                                                                               | 41° 40′ 30″ N, 1° 18′ 16″ E / 41.67508°N,1.30458°E   | IPA-45751     | Carregueu una nova foto d'aquest monument |
| Mas del Rafael                                                        | BCIL 2016      | XVIII-XX                                               | Cervera                                                                               | 41° 40′ 49″ N, 1° 17′ 53″ E / 41.68018°N,1.29803°E   | IPA-45752     | Carregueu una nova foto d'aquest monument |
| Mas de la Mel                                                         | BCIL 2016      | XVIII-XX                                               | Cervera                                                                               | 41° 40′ 49″ N, 1° 18′ 33″ E / 41.68029°N,1.30904°E   | IPA-45753     | Carregueu una nova foto d'aquest monument |
| Masia del Pereta                                                      | BCIL 2016      | XVIII-XX                                               | Cervera                                                                               | 41° 40′ 33″ N, 1° 18′ 44″ E / 41.67573°N,1.31223°E   | IPA-45754     | Carregueu una nova foto d'aquest monument |
| Masia del Vicenç                                                      | BCIL 2016      |                                                        | Cervera                                                                               | 41° 40′ 23″ N, 1° 19′ 35″ E / 41.67317°N,1.32645°E   | IPA-45755     | Carregueu una nova foto d'aquest monument |
| Mas del Grioles                                                       | BCIL 2016      | XVIII-XX                                               | Cervera                                                                               | 41° 37′ 49″ N, 1° 16′ 35″ E / 41.63028°N,1.27639°E   | IPA-45756     | Carregueu una nova foto d'aquest monument |
| Masia Vilardosa                                                       | BCIL 2016      | XVIII-XX                                               | Cervera                                                                               | 41° 41′ 18″ N, 1° 17′ 51″ E / 41.68824°N,1.29746°E   | IPA-45757     | Carregueu una nova foto d'aquest monument |
| La Pleta                                                              | BCIL 2016      | XVIII-XX                                               | Cervera                                                                               | 41° 43′ 17″ N, 1° 18′ 08″ E / 41.721329°N,1.302146°E | IPA-45758     | Carregueu una nova foto d'aquest monument |
| Masia de Cal Codina prop de Sant Miquel de Tudela                     | BCIL 2016      | XVIII                                                  | Cervera                                                                               | 41° 43′ 35″ N, 1° 18′ 03″ E / 41.72633°N,1.30095°E   | IPA-45759     | Masia de Cal Codina prop de Sant Miquel de Tudela (Cervera) · Vegeu més fotos d'aquest monument · Carregueu una nova foto d'aquest monument                   |
| Casa de Queràs I                                                      | BCIL 2016      | XVIII-XX                                               | Cervera Queràs                                                                        | 41° 43′ 57″ N, 1° 19′ 23″ E / 41.732399°N,1.323017°E | IPA-45760     | Carregueu una nova foto d'aquest monument |
| Casa de Queràs II                                                     | BCIL 2016      | XVIII-XX                                               | Cervera Queràs                                                                        | 41° 43′ 56″ N, 1° 19′ 21″ E / 41.732305°N,1.322460°E | IPA-45761     | Carregueu una nova foto d'aquest monument |
| Casa de Queràs III                                                    | BCIL 2016      | XVIII                                                  | Cervera Queràs                                                                        | 41° 43′ 56″ N, 1° 19′ 22″ E / 41.732308°N,1.322700°E | IPA-45762     | Carregueu una nova foto d'aquest monument |
| Masia de Quiquet                                                      | BCIL 2016      | XVIII-XX                                               | Cervera                                                                               | 41° 41′ 10″ N, 1° 17′ 08″ E / 41.68609°N,1.28567°E   | IPA-45763     | Carregueu una nova foto d'aquest monument |
| Cabana de volta de la carretera d'Agramunt                            | BCIL 2016      | XVIII                                                  | Cervera Paratge les Moles                                                             |                                                      | IPA-45764     | Carregueu una nova foto d'aquest monument |
| Cabana de volta prop de Santa Magdalena                               | BCIL 2016      | XVIII                                                  | Cervera Paratge de Santa Magdalena                                                    |                                                      | IPA-45765     | Carregueu una nova foto d'aquest monument |
| Cabana de volta prop de Sant Pere el Gros                             | BCIL 2016      | XVIII                                                  | Cervera                                                                               |                                                      | IPA-45766     | Carregueu una nova foto d'aquest monument |
| Cabanes de volta del terme municipal de Cervera                       | BCIL 2016      | XVIII-XX                                               | Cervera Granyena, Castellnou, Sant Miquel de Tudela                                   |                                                      | IPA-45767     | Cabanes de volta (Cervera) · Vegeu més fotos d'aquest monument · Carregueu una nova foto d'aquest monument                                                    |
| Molí del Pola, Molí del Majà                                          | BCIL 2016      |                                                        | Cervera Castellnou                                                                    | 41° 42′ 31″ N, 1° 17′ 44″ E / 41.708706°N,1.295456°E | IPA-45768     | Carregueu una nova foto d'aquest monument |
| Molí de vent de Sant Pere el Gros                                     | BCIL 2016      | XVIII-XX                                               | Cervera                                                                               | 41° 39′ 38″ N, 1° 15′ 55″ E / 41.66067°N,1.26533°E   | IPA-45769     | Carregueu una nova foto d'aquest monument |
| Molí de vent de la Serra de Montserè                                  | BCIL 2016      | XVI                                                    | Cervera                                                                               | 41° 39′ 48″ N, 1° 15′ 53″ E / 41.66339°N,1.26477°E   | IPA-45770     | Carregueu una nova foto d'aquest monument |
| Centre Obrer Republicà                                                | BCIL 2016      | Racionalisme XX                                        | Cervera Pg. de l'Estació, 5                                                           | 41° 40′ 21″ N, 1° 16′ 19″ E / 41.67239°N,1.27197°E   | IPA-45771     | Centre Obrer Republicà (Cervera) · Vegeu més fotos d'aquest monument · Carregueu una nova foto d'aquest monument                                              |
| Dipòsits de Servei d'Aigua Municipal                                  | BCIL 2016      | XX                                                     | Cervera Av. Manresa                                                                   | 41° 40′ 30″ N, 1° 16′ 47″ E / 41.675005°N,1.279847°E | IPA-45772     | Carregueu una nova foto d'aquest monument |
| Fàbrica de Galetes la Palma                                           | BCIL 2016      | Modernisme XX                                          | Cervera C. Vidal de Montpalau                                                         | 41° 40′ 28″ N, 1° 16′ 37″ E / 41.67443°N,1.27701°E   | IPA-45773     | Fàbrica de Galetes la Palma (Cervera) · Vegeu més fotos d'aquest monument · Carregueu una nova foto d'aquest monument                                         |
| Magatzems Botines Morera                                              | BCIL 2016      | Modernisme XIX                                         | Cervera C. Vidal de Montpalau, 37-39                                                  | 41° 40′ 27″ N, 1° 16′ 28″ E / 41.67404°N,1.27451°E   | IPA-45774     | Magatzems Botines Morera (Cervera) · Vegeu més fotos d'aquest monument · Carregueu una nova foto d'aquest monument                                            |
| Magatzems Capell i Jené                                               | BCIL 2016      | Modernisme XIX                                         | Cervera C. Vidal de Montpalau, 45-47                                                  | 41° 40′ 27″ N, 1° 16′ 31″ E / 41.67426°N,1.27518°E   | IPA-45775     | Magatzems Capell i Jené (Cervera) · Vegeu més fotos d'aquest monument · Carregueu una nova foto d'aquest monument                                             |
| Magatzems Albareda                                                    | BCIL 2016      | Obra popular XX                                        | Cervera Av. Agramunt, 17                                                              | 41° 40′ 24″ N, 1° 16′ 16″ E / 41.67322°N,1.27106°E   | IPA-45776     | Magatzems Albareda (Cervera) · Vegeu més fotos d'aquest monument · Carregueu una nova foto d'aquest monument                                                  |
| Magatzem a l'avinguda d'Agramunt, 19                                  | BCIL 2016      | XX                                                     | Cervera Av. Agramunt, 19                                                              | 41° 40′ 24″ N, 1° 16′ 15″ E / 41.67343°N,1.27092°E   | IPA-45777     | Magatzem a l'avinguda d'Agramunt, 19 (Cervera) · Vegeu més fotos d'aquest monument · Carregueu una nova foto d'aquest monument                                |
| Magatzem Pipó                                                         | BCIL 2016      | Modernisme XX                                          | Cervera Av. Agramunt, 36                                                              | 41° 40′ 30″ N, 1° 16′ 13″ E / 41.67489°N,1.27024°E   | IPA-45778     | Magatzem Pipó (Cervera) · Vegeu més fotos d'aquest monument · Carregueu una nova foto d'aquest monument                                                       |
| Serradora Martí                                                       | BCIL 2016      | XX                                                     | Cervera Av. Duran i Sanpere, 49                                                       | 41° 40′ 16″ N, 1° 16′ 18″ E / 41.67107°N,1.27167°E   | IPA-45779     | Serradora Martí (Cervera) · Vegeu més fotos d'aquest monument · Carregueu una nova foto d'aquest monument                                                     |
| Magatzem al carrer Llibertat, 3                                       | BCIL 2016      | XX                                                     | Cervera C. Llibertat, 3                                                               | 41° 40′ 22″ N, 1° 16′ 28″ E / 41.67278°N,1.27455°E   | IPA-45780     | Magatzem al carrer Llibertat, 3 (Cervera) · Vegeu més fotos d'aquest monument · Carregueu una nova foto d'aquest monument                                     |
| Magatzem i restes del Molí d'oli Gomà                                 | BCIL 2016      | Modernisme XX                                          | Cervera Av. Catalunya, 61                                                             | 41° 40′ 16″ N, 1° 16′ 12″ E / 41.67098°N,1.27010°E   | IPA-45781     | Magatzem i restes del Molí d'oli Gomà (Cervera) · Vegeu més fotos d'aquest monument · Carregueu una nova foto d'aquest monument                               |
| Monument a la Generalitat                                             | BCIL 2016      | Darreres tendències neofiguració Josep M. Subirachs XX | Cervera Pl. de les Corts Catalanes                                                    | 41° 40′ 02″ N, 1° 16′ 23″ E / 41.66722°N,1.27315°E   | IPA-45858     | Monument a la Generalitat (Cervera) · Vegeu més fotos d'aquest monument · Carregueu una nova foto d'aquest monument                                           |
| Fonts del carrer Nou i de Sant Francesc                               | BCIL 2016      | Obra popular XIX                                       | Cervera C. Nou, c. Sant Francesc                                                      | 41° 39′ 56″ N, 1° 16′ 21″ E / 41.665603°N,1.272527°E | IPA-45859     | Fonts del carrer Nou i de Sant Francesc (Cervera) · Vegeu més fotos d'aquest monument · Carregueu una nova foto d'aquest monument                             |
| Font àrab de Castellnou                                               | BCIL 2016      |                                                        | Cervera Castellnou                                                                    | 41° 42′ 11″ N, 1° 17′ 47″ E / 41.703093°N,1.296481°E | IPA-45860     | Carregueu una nova foto d'aquest monument |
| Font del Ferro                                                        | BCIL 2016      | XVIII-XX                                               | Cervera                                                                               | 41° 39′ 31″ N, 1° 14′ 00″ E / 41.658569°N,1.233341°E | IPA-45861     | Carregueu una nova foto d'aquest monument |
| Font dels Orobins                                                     | BCIL 2016      | XVIII-XX                                               | Cervera                                                                               | 41° 39′ 35″ N, 1° 14′ 53″ E / 41.659648°N,1.247922°E | IPA-45862     | Carregueu una nova foto d'aquest monument |
| Font de Fiol                                                          | BCIL 2016      | XVIII-XX                                               | Cervera                                                                               | 41° 39′ 43″ N, 1° 17′ 15″ E / 41.662042°N,1.287424°E | IPA-45863     | Font de Fiol (Cervera) · Vegeu més fotos d'aquest monument · Carregueu una nova foto d'aquest monument                                                        |
| Safareigs i abeuradors de Sant Francesc                               | BCIL 2016      | XVIII-XX                                               | Cervera Raval de Sant Francesc d'Assis, 4-6                                           | 41° 39′ 54″ N, 1° 16′ 33″ E / 41.66489°N,1.27592°E   | IPA-45864     | Safareigs i abeuradors de Sant Francesc (Cervera) · Vegeu més fotos d'aquest monument · Carregueu una nova foto d'aquest monument                             |
| Pou de gel                                                            | BCIL 2016      | XV-XVI                                                 | Cervera Pl. Major, 1, soterrani de la Paeria                                          | 41° 39′ 56″ N, 1° 16′ 15″ E / 41.66563°N,1.27081°E   | IPA-45865     | Carregueu una nova foto d'aquest monument |
| Pou del Jutjat                                                        | BCIL 2016      | Barroc XVIII                                           | Cervera C. Estudi Vell, pati interior dels Jutjats                                    | 41° 40′ 00″ N, 1° 16′ 13″ E / 41.66662°N,1.27032°E   | IPA-45866     | Carregueu una nova foto d'aquest monument |
| Safareig de la Séquia                                                 | BCIL 2016      | XIX-XX                                                 | Cervera C. de la Carretera, Vergós                                                    | 41° 39′ 50″ N, 1° 18′ 00″ E / 41.66402°N,1.29991°E   | IPA-45867     | Carregueu una nova foto d'aquest monument |
| Peixeres del riu Ondara                                               | BCIL 2016      | XVIII-XIX                                              | Cervera                                                                               | 41° 39′ 44″ N, 1° 17′ 40″ E / 41.662347°N,1.294329°E | IPA-45868     | Carregueu una nova foto d'aquest monument |
| Peixera de la Prenyanosa al riu Sió                                   | BCIL 2016      | XVIII-XX                                               | Cervera Ctra. Prenyanosa                                                              | 41° 43′ 02″ N, 1° 17′ 15″ E / 41.717165°N,1.287626°E | IPA-45869     | Carregueu una nova foto d'aquest monument |
| Capella Oratori de la Boreal Mèdica                                   | BCIL 2016      | XVII-XIX                                               | Cervera C. Major, 58                                                                  | 41° 40′ 01″ N, 1° 16′ 19″ E / 41.66705°N,1.27181°E   | IPA-50780     | Capella Oratori de la Boreal Mèdica (Cervera) · Vegeu més fotos d'aquest monument · Carregueu una nova foto d'aquest monument                                 |
| Hospital Berenguer de Castelltort                                     | BCIL 2016      | Barroc XVIII                                           | Cervera C. Hospital, 14                                                               | 41° 40′ 13″ N, 1° 16′ 19″ E / 41.67030°N,1.27208°E   | IPA-50781     | Hospital Berenguer de Castelltort (Cervera) · Vegeu més fotos d'aquest monument · Carregueu una nova foto d'aquest monument                                   |
| Fita dels Masos de Cervera                                            |                | Obra popular XVIII                                     | Cervera Camí cap a l'ermita de Santa Maria del Camí                                   |                                                      | IPA-50988     | Carregueu una nova foto d'aquest monument |